# Justin Robinson (basket-ball, États-Unis, 1995)
Pour les articles homonymes, voir Justin Robinson.
Justin DeVaughn Robinson, né le 12 avril 1995, à Kingston, dans l'État de New York est un joueur professionnel américain de basket-ball. Il évolue au poste de meneur.

## Biographie
Le 5 juillet 2018 il signe à l'Élan Chalon.
Au mois d'août 2020, il s'engage avec Victoria Libertas Pesaro en première division italienne.
En juillet 2021, Robinson rejoint le Brose Baskets, club allemand de première division.
Début août 2022, il signe son retour en France et s'engage avec le BCM Gravelines-Dunkerque pour une saison.

## Palmarès
- Vainqueur du concours des meneurs du All-Star Game LNB 2018.
- Meilleur passeur de première division française lors de la saison 2018-2019.
- MVP du mois d'octobre 2018 de première division française.